# Calc (groupe)
Pour les articles homonymes, voir Calc.
Calc est un groupe de pop et rock français, originaire de Bordeaux, en Gironde.

## Biographie
Le groupe joue une musique lo-fi fortement influencée par les groupes indépendants américains tels que Elliott Smith, ou Guided by Voices. Dans les années 2000, le groupe confie ses intérêts à la maison de disque Vicious Circle et part en Belgique enregistrer son troisième album, Any Downs at All, sous la houlette de Rudy Coclet (Sharko, Arno…). Deux ans plus tard, ils produisent et sortent Twelve Steps to Whatever en 2004.
Calc cesse toute activité en 2007, et une compilation retraçant leur carrière sort en 2017.

## Discographie
- 1999 : Something Sweet
- 2000 : Great Fun
- 2002 : Any Downs at All
- 2004 : Twelve Steps to Whatever
- 2005 : Real to Reel (mini-album, édition limitée à 1 000 exemplaires)
- 2007 : Dance of the Nerve